# Craig McCaw
Pour les articles homonymes, voir McCaw.
Craig McCaw (né le 11 août 1949 à Centralia, Washington) est un homme d'affaires américain, pionnier dans l'industrie de la téléphonie mobile.
Il est le second des quatre enfants de Marion et John Elroy McCaw. Il est le fondateur de McCaw Cellular (désormais au sein de AT&T Mobility) et de Clearwire Corporation.
En 1994, McCaw a vendu McCaw Cellular à AT&T Mobility pour environ 11,5 milliards de dollars, permettant à AT&T de devenir un acteur majeur dans le secteur de la téléphonie mobile. Par la suite, Craig McCaw a cofondé Clearwire Corporation en 2003, une entreprise spécialisée dans les services sans fil haut débit, contribuant ainsi au développement des réseaux WiMAX.

En dehors de ses activités dans les télécommunications, McCaw s'est distingué par ses engagements philanthropiques et ses investissements dans divers secteurs, notamment les technologies de pointe. Son parcours exceptionnel a laissé une empreinte significative sur l'industrie des communications sans fil, faisant de lui une figure majeure de l'entrepreneuriat américain.